# Пизау
Пизау (нем. Piesau) — район города Нойхаус-ам-Реннвег в Германии, в земле Тюрингия. Входит в состав района Зоннеберг. Население составляет 778 человек (на 31 декабря 2010 года). Занимает площадь 7,86 км².
Ранее был самостоятельной общиной, входившей в объединение общин Лихтеталь-ам-Реннштейг.